# Million Dollar Baby
Million Dollar Baby je americké sportovní drama režiséra Clinta Eastwooda z roku 2004.
Hlavní role ve filmu ztvárnili Clint Eastwood, Hilary Swanková a Morgan Freeman. Film sleduje Maggie Fitzgeraldovou, amatérskou boxerku, které pomáhá nedoceněný trenér boxu dosáhnout jejího snu stát se profesionální boxerkou. Film obdržel čtyři Oscary, za nejlepší film, nejlepší režii, nejlepší ženský herecký výkon pro Swankovou a nejlepší mužský herecký výkon ve vedlejší roli pro Freemana.
Scénář byl napsán Paulem Haggisem, dle krátkého příběhu od F.X. Tooleho, literární pseudonym zde má Jerry Boyd. Původní název knihy byl Rope Burns.
12. července 2005 byl film vydán na DVD. 18. dubna 2006 poté vydán na HD DVD.

## Příběh
Trenér boxu Frankie Dunn (Clint Eastwood) stále nevytrénoval žádného šampióna na mistrovství světa v boxu, poslední jeho naděje skončí u jiného manažera. Do tělocvičny přichází Maggie Fitzgeraldová (Hilary Swanková), mladá servírka má od mládí jeden velký sen, stát se profesionálem v ženském boxu. Frankie ji ale nechce učit. Maggie se ale seznamuje s Eddiem Scrap-Iron Duprisem (Morgan Freeman), bývalým boxerem a uklízečem v tělocvičně, a dostává se blíž k Frankiemu, který nakonec svolí Maggie trénovat.
Po mnoha a mnoha zápasech se Maggie dostává na mistrovství světa, kde ale utrpí po zákeřném úderu zezadu zranění páteře. Zbytek filmu dramaticky líčí pocity a myšlenky Maggie včetně její touhy po odchodu ze světa, o což žádá Frankieho, který zprvu nesouhlasí, ale nakonec jí píchne smrtící injekci.

## Hrají
| Herec            | Ztvárněná role         |
| ---------------- | ---------------------- |
| Clint Eastwood   | Frankie Dunn           |
| Hilary Swanková  | Maggie Fitzgerald      |
| Morgan Freeman   | Eddie 'Scrap' Dupris   |
| Jay Baruchel     | Lanre Barch            |
| Lucia Rijkerová  | Billie 'The Blue Bear' |
| Brían F. O'Byrne | Father Horvak          |
| Anthony Mackie   | Shawrelle Berry        |
| Margo Martindale | Maggie's mother        |
| Michael Peña     | Omar                   |
| Benito Martinez  | Billie's Manager       |

## Ocenění a nominace
Million Dollar Baby obdržel cenu Academy Award (Oscar) za nejlepší snímek roku 2004. Clint Eastwood obdržel druhého Oscara za režírování a také obdržel nominaci na nejlepšího herce. Film byl nominován na cenu za nejlepší střih a cenu nejlepší filmové adaptace příběhu. Film byl poražen Letcem Martina Scorsesiho, který vyhrál Zlatý glóbus a cenu BAFTA za nejlepší drama, ačkoliv byl film Million Dollar Baby více populární u kritiků.
Film byl také nominován a několikrát vyhrál Zlatý glóbus, SAG Awards a Directors's Guild Awards.